# Ozero Kosmatjevskoje
Ozero Kosmatjevskoje (ryska: Озеро Космачевское) är en sjö i Belarus.   Den ligger i voblasten Vitsebsks voblast, i den nordöstra delen av landet, 130 km öster om huvudstaden Minsk. Ozero Kosmatjevskoje ligger 190 meter över havet. Arean är 0,52 kvadratkilometer. Den sträcker sig 1,2 kilometer i nord-sydlig riktning, och 0,6 kilometer i öst-västlig riktning.
I omgivningarna runt Ozero Kosmatjevskoje växer i huvudsak blandskog. Runt Ozero Kosmatjevskoje är det glesbefolkat, med 20 invånare per kvadratkilometer.